# Doug English
Lowell Douglas English (* 25. August 1953 in Dallas, Texas) ist ein ehemaliger US-amerikanischer American-Football-Spieler auf der Position des Defensive Tackles. Er spielte seine gesamte Karriere für die Detroit Lions in der National Football League (NFL).

## Frühe Jahre
English ging von 1968 bis 1971 auf die Bryan Adams High School in seiner Geburtsstadt Dallas. Später besuchte er die University of Texas at Austin. Hier spielte er College Football, 2011 wurde er in die College Football Hall of Fame aufgenommen.

## Karriere
English wurde im NFL-Draft 1975 von den Detroit Lions in der zweiten Runde an 38. Stelle ausgewählt. Er gehörte direkt ab seiner ersten Saison zum Stammpersonal bei den Lions. Insgesamt wurde er vier Mal in den Pro Bowl gewählt (1978, 1981, 1982, 1983). 1983 hatte er seine statistisch beste Saison, er verzeichnete 13 Sacks und zwei Safeties.